# ルイ・ステール
- ルイ・ステー

ルイ・ステール（Louis Soutter, 1871年6月4日 - 1941年2月20日）は、スイスの画家、ヴァイオリニスト。

## 略歴
モルジュに生まれる。ローザンヌ大学で工学を学ぶも、途中でジュネーヴ大学でルイ・ヴィオリエに建築に鞍替えする。またブリュッセルに遊学してウジェーヌ・イザイにヴァイオリンを学び、帰国後は絵画を学び始め、パリに留学してジャン＝ポール・ローランスやジャン＝ジョセフ・バンジャマン＝コンスタンらの薫陶を受けた。その後、アメリカから留学していた女性と知り合って結婚し、1895年に渡米してコロラド大学の美術学部の学部長に就任した。1903年に離婚してスイスに戻るも、翌年に父親が亡くなったことで精神的に不安定になった。1905年からローザンヌのオーケストラでヴァイオリン奏者として活動をはじめ、1918年にはスイス・ロマンド管弦楽団にコンサートマスターとして参加した。しかし、指揮者のエルネスト・アンセルメとそりが合わずにすぐに退団し、映画館やカフェでヴァイオリンを演奏するようになった。かねてよりの精神の不安定から浪費癖のついていたステールは1922年には破産し、高齢者施設に収容されることとなった。生活費捻出のためにヴァイオリンを手放し、以後は施設内で絵を描くようになった。1927年から母方のいとこであるル・コルビュジエの支援を受ける。1937年からは動脈硬化による指の麻痺により、絵筆ではなく指を絵筆代わりにして絵を描いた。
バレーグにて没。

## 作品

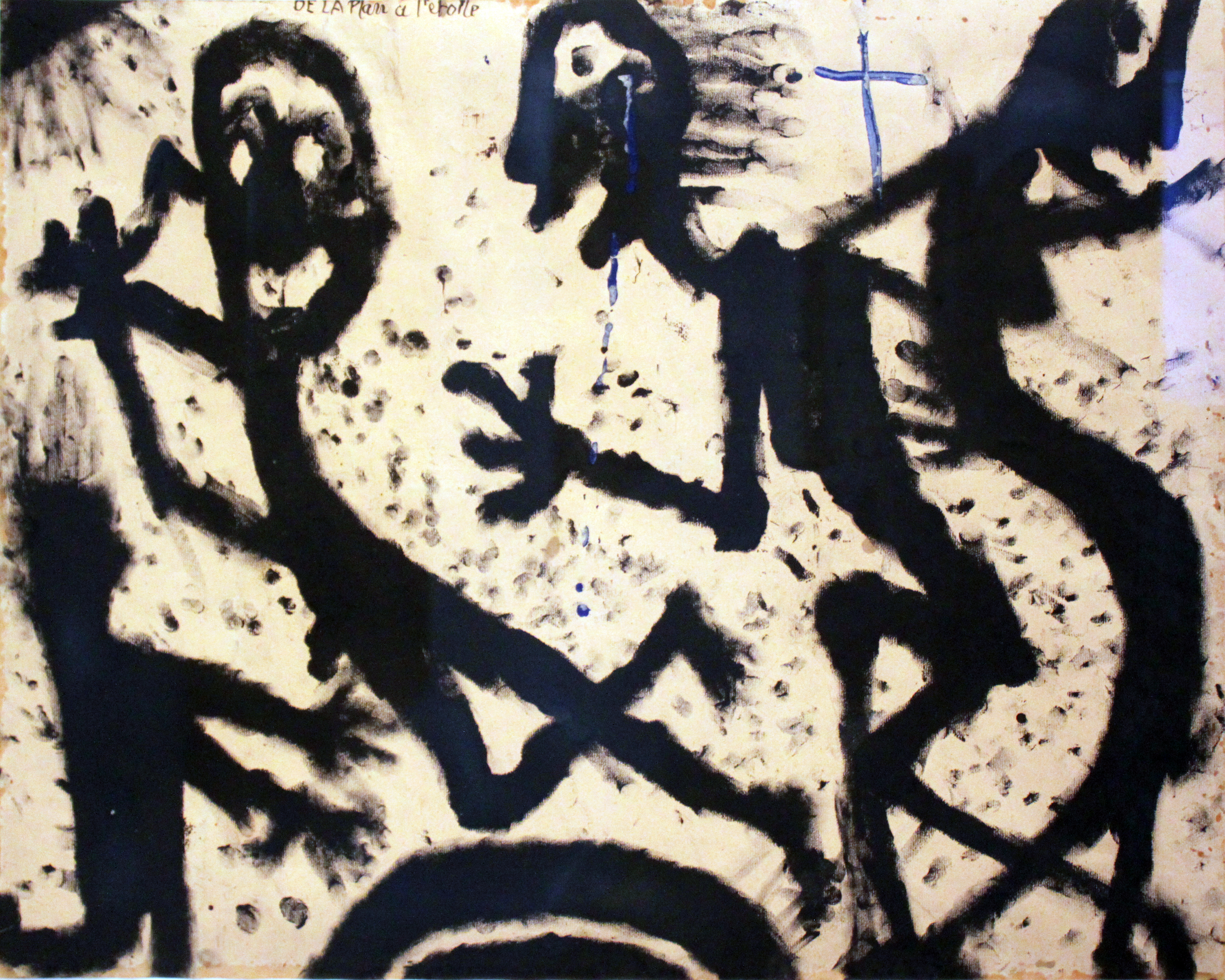
惑星からアナゴリア星へ（1938年）
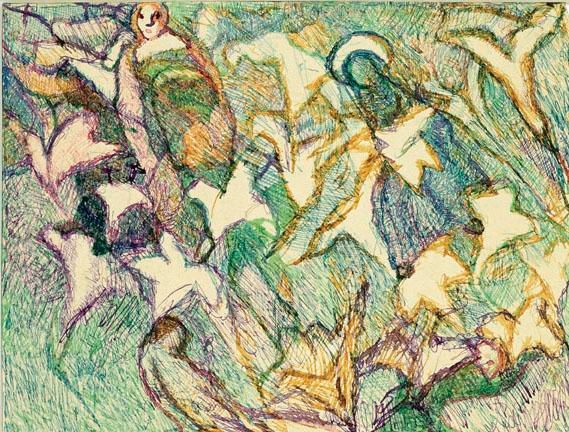
百合と聖女
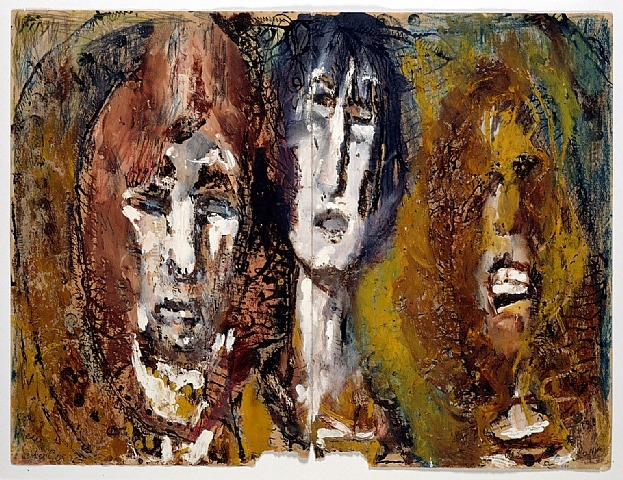
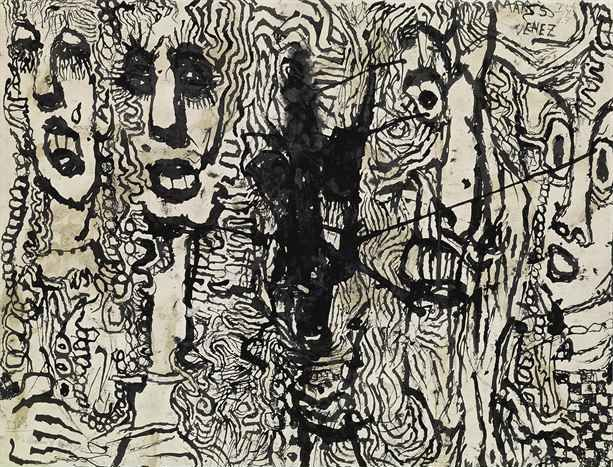